# Fernando Pereira
Fernando „Cobo” Pereira (ur. 1963) – saotomejski wojskowy i polityk, tymczasowy prezydent Wysp Świętego Tomasza i Książęcej (jako wojskowy przewodniczący Junty Ocalenia Narodowego) od 16 do 23 lipca 2003 roku.
Służył w armii, gdzie doszedł do stopnia majora. Zainspirowany przez pozaparlamentarną partię FDC, przeprowadził zamach stanu korzystając z tego, że prezydent Fradique de Menezes przebywał wówczas za granicą w Nigerii. Przyczynami zamachu miały być bieda w kraju oraz rozwiązanie parlamentu przez prezydenta kilka miesięcy wcześniej. Wśród organizatorów zamachu stanu znaleźli się członkowie Buffalo Batallion, istniejących od lat 70. do 1993 sił specjalnych powołanych przez RPA do walk w Angoli i Namibii. Po upływie tygodnia pod wpływem dyplomatów z Konga, Stanów Zjednoczonych i innych państw podpisał porozumienie z władzami i tym samym zrzekł się przejętej władzy. Pomimo obietnic złożonych Pereirze nie przeprowadzono przedterminowych wyborów parlamentarnych.
Ma korzenie angolskie i kabowerdyjskie. Jest ojcem dziesiątki dzieci.